# Duque de Viseu
Duque de Viseu é um título nobiliárquico de Portugal, atribuído aos filhos do monarca português, sendo o mais antigo ducado do país.

## História
Foi criado pelo rei D. João I de Portugal em 1415, a favor do seu terceiro filho, o Infante D. Henrique, na sequência da conquista de Ceuta, naquele ano. Juntamente com Ducado de Coimbra, criado na mesma altura, é o mais antigo ducado do país.
O Infante D. Henrique, nomeia o seu sobrinho, o Infante D. Fernando seu herdeiro, tornando-se este o 2.º Duque de Viseu. Com D. Fernando, torna-se num título hereditário, associado ao Ducado de Beja, do qual se tornou o primeiro titular.
Em 1495 o herdeiro destes títulos, D. Manuel, 5.º Duque de Viseu e 4.º Duque de Beja torna-se Rei de Portugal como D. Manuel I, sendo os títulos incorporados na coroa. Desde então os títulos são ocasionalmente atribuídos a Infantes de Portugal.

## Duques de Viseu
| Nome                                                                               | Retrato | Nascimento                                         | Morte                                                                       | Notas |
| ---------------------------------------------------------------------------------- | ------- | -------------------------------------------------- | --------------------------------------------------------------------------- | --- |
| Infante D. Henrique 1415—13 de novembro de 1460                                    |         | 4 de março de 1394 Porto, Reino de Portugal        | 13 de novembro de 1460 (66 anos) Sagres (Vila do Bispo), Reino de Portugal  | Filho do rei João I de Portugal                                                                                    |
| Fernando de Portugal, Duque de Viseu 13 de novembro de 1460—18 de setembro de 1470 |         | 17 de novembro de 1433 Almeirim, Reino de Portugal | 18 de setembro de 1470 (36 anos) Setúbal, Reino de Portugal                 | Filho segundo de D. Duarte, depois 2.º Duque de Viseu e, interinamente, Príncipe herdeiro de Portugal (1433-1470). |
| João, Duque de Viseu 18 de setembro de 1470—1472                                   |         | 1448                                               | 1472                                                                        | O filho mais velho do Fernando, era também Duque de Beja.                                                          |
| Diogo, Duque de Viseu 1472—1484                                                    |         | 1450 Reino de Portugal                             | 1484 (33–34 anos) Setúbal, Reino de Portugal                                | Irmão do João e 2º filho mais velho do Fernando, herdou os títulos do seu irmão.                                   |
| Manuel I de Portugal 1484—13 de dezembro de 1521                                   |         | 31 de maio de 1469 Alcochete, Reino de Portugal    | 13 de dezembro de 1521 (52 anos) Paço da Ribeira, Lisboa, Reino de Portugal | O filho mais novo de D. Fernando, que viria a ser rei de Portugal.                                                 |
| Maria de Portugal, Duquesa de Viseu 8 de junho de 1521—10 de outubro de 1577       |         | 8 de junho de 1521 Lisboa, Reino de Portugal       | 10 de outubro de 1577 (56 anos) Lisboa, Reino de Portugal                   | A filha de D. Manuel.                                                                                              |

### Reivindicações pós-Monarquia
| Nome                                                          | Retrato | Nascimento                                           | Morte                                                         | Notas |
| ------------------------------------------------------------- | ------- | ---------------------------------------------------- | ------------------------------------------------------------- | --- |
| Miguel Maria Maximiliano de Bragança 1911—21 de Julho de 1920 |         | 22 de setembro de 1878 Reichenau an der Rax, Áustria | 21 de fevereiro de 1923 (44 anos) Nova Iorque, Estados Unidos | 21 de Julho de 1920, Miguel renunciou aos direitos de sucessão do trono português em seu nome e em nome dos seus descendentes. |
| Miguel Rafael de Bragança 3 de dezembro de 1946—presente      |         | 3 de dezembro de 1946 Berna, Suíça                   | -                                                             | - |